# زندگی بزی
زندگی بزی (زندگی نجیب) (به مالایالم: ആടുജീവിതം) (به انگلیسی: The Goat Life) فیلمی در ژانر درام بقا به زبان مالایایی محصول ۲۰۲۴ است که به نویسندگی، کارگردانی و تهیه‌کنندگی مشترک بلسی ساخته شده است. این فیلم یک محصول مشترک بین‌المللی است که شرکت‌هایی در هند و ایالات متحده در آن شرکت دارند. فیلم اقتباسی از رمان پرفروش مالایایی Aadujeevitham در سال ۲۰۰۸ نوشته بنیامین است که بر اساس داستان واقعی زندگی نجیب، کارگر مهاجر مالاییایی، یکی از هزاران هندی که در عربستان سعودی به عنوان بزبان در خلوت مجبور به بردگی در مزارع بیابان‌ها توسط اعراب بومی اداره می‌شود است. در این فیلم پریثویراج سوکوماران، جیمی ژان لوئیس و کی آر گوکول در نقش‌های اصلی و طالب آل بالوشی، ریک ابی، آمالا پل و شوبه موهان در نقش‌های فرعی بازی می‌کنند.
بلسی از زمانی که رمان را در سال ۲۰۰۸ خواند، می‌خواست آدوجیویثام را اقتباس کند و پریثویراج را به عنوان بازیگر انتخاب کرد. سال بعد اجازه حق نشر را از بنیامین خرید و شروع به نوشتن فیلمنامه کرد. با این حال، به دلیل محدودیت‌های بودجه که مانع از پیشرفت قابل توجهی می‌شد، فیلم به جهنم توسعه رفت. بلسی سال‌ها به دنبال تهیه‌کننده‌ای بود، سرانجام در سال ۲۰۱۵ یک تهیه‌کننده را پیدا کرد و به پروژه اجازه داد تا شتاب بیشتری بگیرد. جیمی ژان لوئیس و استیون آدامز به عنوان تهیه‌کننده مشترک به بلسی پیوستند. AR رحمان آهنگ و آهنگ اصلی فیلم را ساخته است.
عکاسی اصلی در فازهایی بین مارس ۲۰۱۸ و ژوئیه ۲۰۲۲ از طریق شش برنامه در بیابان‌های وادی روم، اردن و صحرای الجزایر در صحرا با چند صحنه در کرالا، هند گرفته شده است. این خدمه به مدت ۷۰ روز از مارس تا می ۲۰۲۰ به دلیل محدودیت‌های همه گیر COVID-19 در اردن سرگردان بودند. آنها در نهایت از طریق برنامه تخلیه دولت هند، دنیاگیری کوید ۱۹ در هند به آنجا بازگردانده شدند. فیلمبرداری در ۱۴ ژوئیه ۲۰۲۲ به پایان رسید.
این فیلم در ۲۸ مارس ۲۰۲۴ در سراسر جهان اکران شد و بیش از ۱۹ میلیون دلار فروخت. تا به امروز. فیلم در حال حاضر سومین فیلم پرفروش مالایایی در تمام دوران‌ها، دومین فیلم پرفروش مالایایی در سال ۲۰۲۴، چهارمین فیلم پرفروش‌ترین فیلم هند جنوبی در سال و همچنین یکی از پرفروش‌ترین فیلم‌های هندی در سال ۲۰۲۴ است.

## داستان

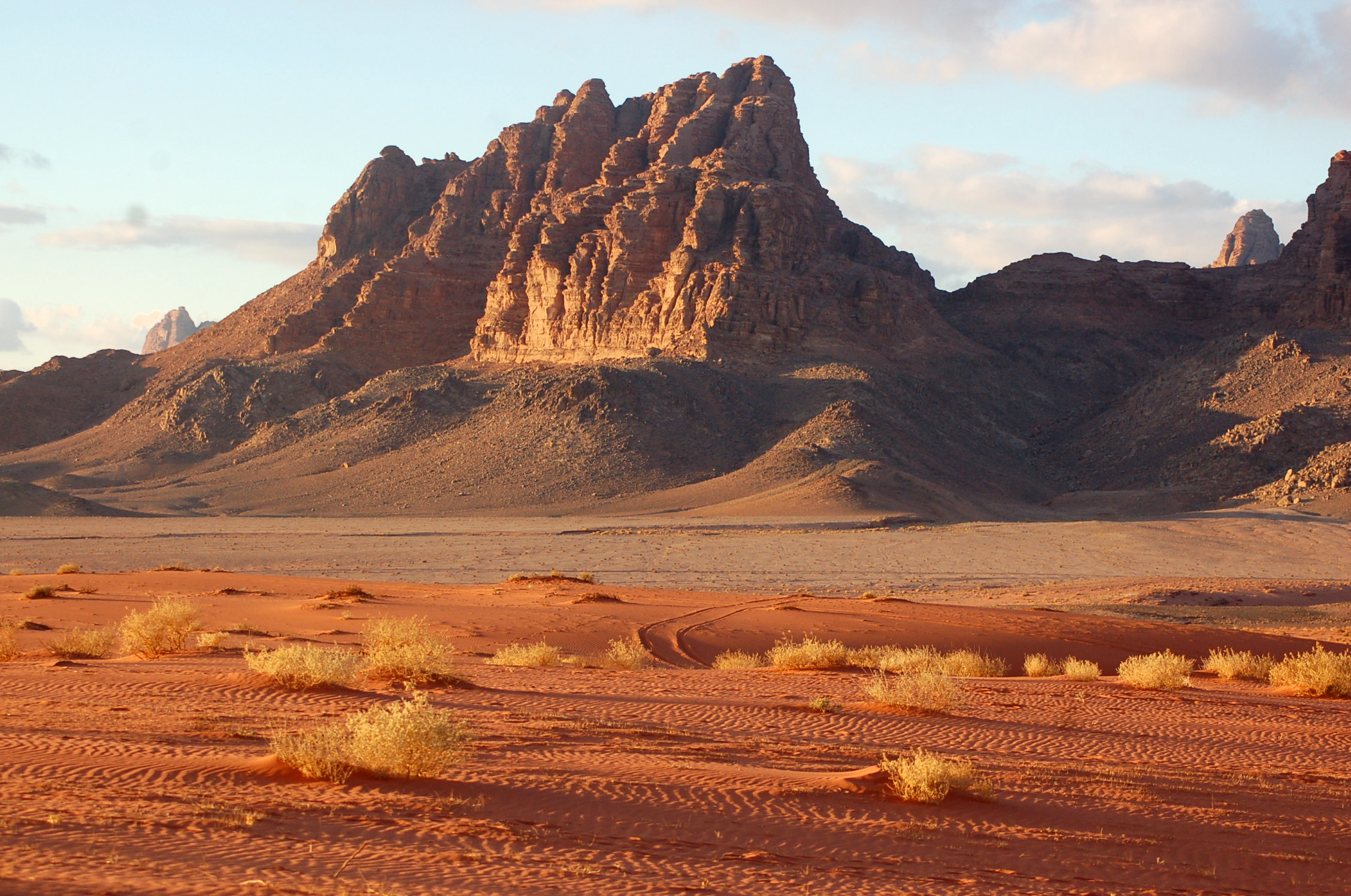
خدمه به مدت ۷۰ روز در طول همه‌گیری کووید-۱۹ در اردن در سال ۲۰۲۰ در وادی رام سرگردان بودند.

در عربستان سعودی، نجیب محمد و حکیم، دو مهاجر مالاییایی، وارد می‌شوند و با ویزاهایی که توسط آشنایشان سریکومار ترتیب داده شده، به دنبال زندگی بهتری هستند. در فرودگاه بدون اینکه کارفرمای خود را بشناسند، یک عرب محلی به آنها نزدیک می‌شود که به اشتباه رئیس آنها پنداشته می‌شود. پس از یک سفر طولانی، آواز همسفرش حکیم جدا می‌شود و نجیب برای کار در یک صحرای دورافتاده به گله داری بزها می‌رود.
نجیب با تحمل شرایط سخت و انزوا، شاهد مرگ یکی از بزکاران آن مزرعه می‌شود و متوجه خطرات موقعیت خود می‌شود. پس از حدود ۳ سال رنج، او دوباره با حکیم ملاقات می‌کند و او را با ابراهیم خدیری، یک بزدار سومالیایی آشنا می‌کند که راه‌های فرار را می‌شناسد. آنها در مراسم عروسی دختر کفیل (مدیر کاریابی و ریس مزرعه) از فرصت استفاده می‌کنند و به صحرا می‌گریزند.
سفر آن‌ها در تلاش برای یافتن رزق و روزی و جهت‌گیری، خطرناک می‌شود که منجر به مرگ حکیم و مرگ نزدیک نجیب می‌شود. در نهایت خدیری هم ناپدید می‌شود. نجیب تنها در بیابان، سرانجام با کمک یک عرب رهگذر به شهر می‌رسد و یک رستوران محلی مالاییایی را پیدا می‌کند که متعلق به کونجیکا است، که از او پرستاری می‌کند تا سلامتی خود را بازگرداند.
با این حال، مشکلات نجیب به پایان نرسیده است. او به دلیل مسائل مربوط به اسناد خود با زندان روبرو می‌شود و در زندان با کفیل ملاقات می‌کند (کفیل‌ها برای بازگردانی مهاجرین زندانی آمده‌اند) که او را ترک می‌کند زیرا او حامی و کفیل رسمی او نیست و نمی‌تواند او را پس بگیرد. نجیب سرانجام پس از ۳ ماه حبس به خانه بازمی‌گردد.

## بازیگران
- پریثویراج سوکوماران در نقش نجیب محمد
- کی آر گوکول در نقش حکیم
- آمالا پل در نقش ساینو، همسر نجیب
- جیمی ژان لوئیس در نقش ابراهیم خدیری
- شبها موهان در نقش امه، مادر نجیب
- طالب آل بلوشی در نقش کفیل
- ریک ابی در نقش جاسر
- ناسار کاروتنی در نقش کونجیکا
- رابین داس در نقش هندیوالا
- بابوراج تیرووالا در نقش کارواتا سریکومار
- عاکف نجم در نقش مرد ثروتمند در رولز رویس

## توسعه دهنده
در سال ۲۰۱۰، گزارش شد که بلسی اقتباس از رمان مالایاامی از بنیامین بنام Aadujeevitham را در سال ۲۰۰۸ برای یک فیلم بلند آغاز کرده است. در آوریل ۲۰۱۰، او به روزنامه هندو گفت که روی فیلمنامه کار می‌کند و فیلم روی بوم وسیع تری ساخته خواهد شد. او همچنین تأیید کرد که پریتویراج سوکوماران برای نقش اصلی انتخاب شده است. بلسی از زمانی که با روزنامه‌نگار و نویسنده VK Ravi Varma Thampuran دربارهٔ سنت رو به زوال اقتباس از آثار ادبی که در دهه‌های ۱۹۷۰ و ۱۹۸۰ در سینمای مالایایی رواج داشت، به اقتباس از یک اثر ادبی برای سینما فکر می‌کرد. بلسی از زمانی که آن را در سال ۲۰۰۸ خواند، می‌خواست آدوجیویثام را برای یک فیلم پرهزینه اقتباس کند. در این رمان، نجیب محمد اهل هاریپاد در عربستان سعودی ناپدید می‌شود و در نهایت به عنوان برده یک صاحب مزرعه می‌شود. در سال ۲۰۰۹، بلسی پس از بحث و توافق با کارگردان لال خوزه، با بنیامین قرارداد قراردادی منعقد کرد. این به این دلیل بود که خوزه قبلاً برای اقتباس از رمان با بنیامین ابراز علاقه کرده بود. بلسی پس از به دست آوردن حقوق شروع به نوشتن فیلمنامه کرد. او خاطرنشان کرد که این فیلم حاوی مطالب اضافی فراتر از آنچه در کتاب است خواهد بود.